# Чиверо
Чиверо (англ. Lake Chivero) — водохранилище в районе Звимба (провинция Западный Машоналенд, Зимбабве), созданное на реке Маньяме. Прежнее название — Макилвейн, в честь судьи и основателя «Движения за сохранение почвы и воды Зимбабве» сэра Роберта Макилвейна.
Водохранилище расположено чуть западнее столицы страны и является его основным источником питьевой воды. Наполнялось оно с 1949 по 1952 год. Имеет площадь 26,32 км² и объём около четверти кубического километра. Длина плотины составляет 400 метров, максимальная глубина 27 метров, длина береговой линии 48 километров.
Водохранилище является центром одноимённой природоохранной зоны. 5 марта 2013 года оно включено в список «Рамсар» в связи с большим количеством птиц, обитающих по его берегам, в том числе: орлан-крикун, камнелаз, яркокрасногрудая нектарница, большой масковый ткач, Coracina pectoralis и др.
В водохранилище обитает большое количество рыбы: белый амур, африканский клариевый сом, Dichistius capensis, тигровые рыбы, Labeobarbus.

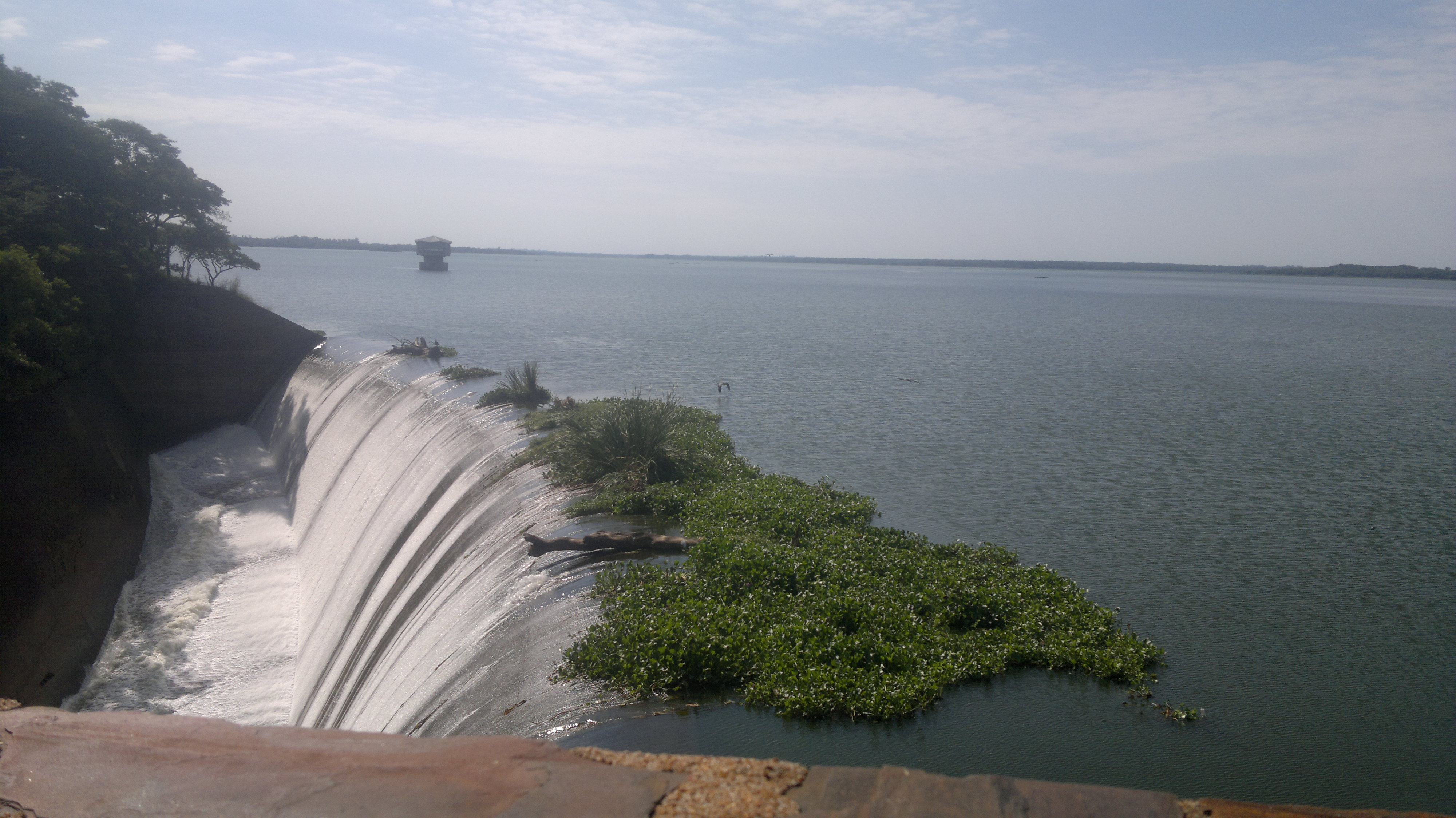
Водосброс
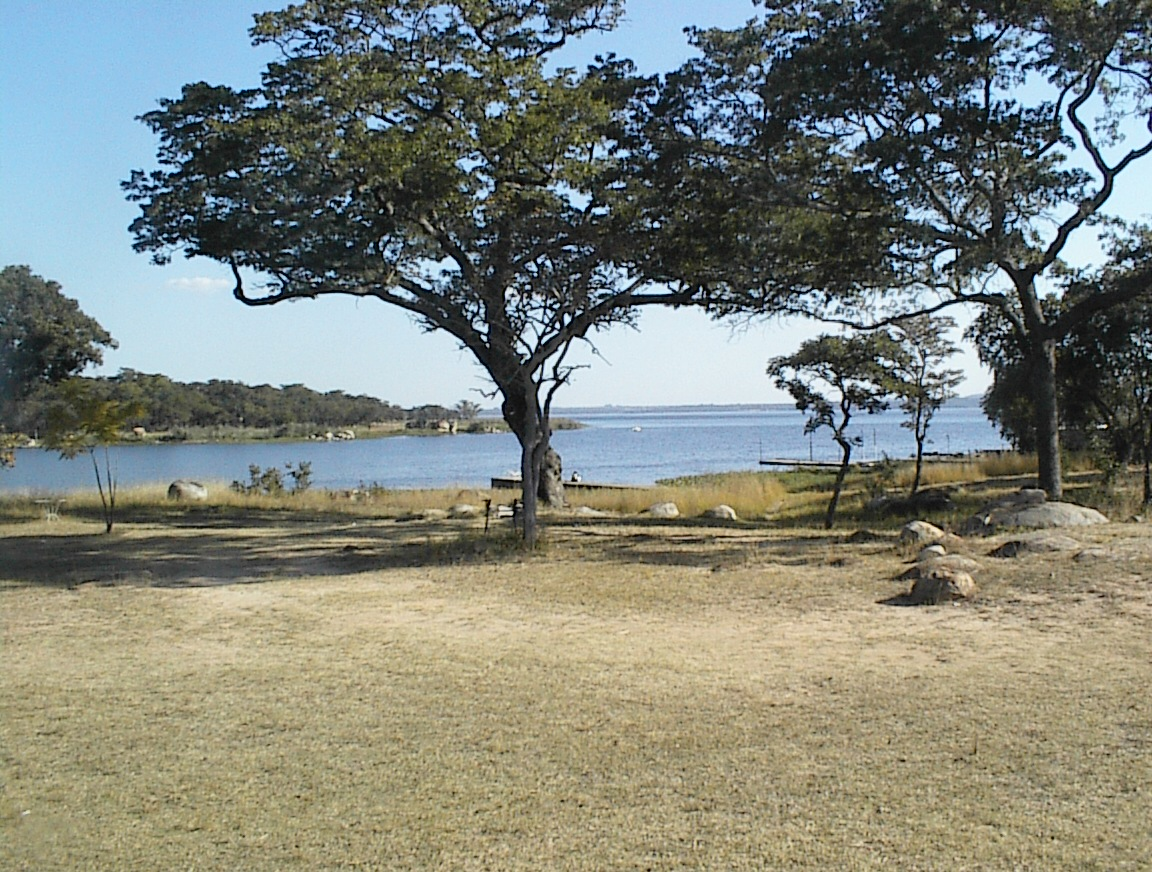
Пляж